# Саманта Тіна
Саманта Тіна (латис. Samanta Tīna; уроджена — Полякова, 31 березня 1989, Тукумс, Латвійська Радянська Соціалістична Республіка) — латвійська співачка, автор пісень і композитор.  
Після спроби представити свою країну на пісенному конкурсі Євробачення сім разів раніше (у 2012, 2013, 2014, 2016 та 2019 роках), вона виграла національний відбір Supernova у 2020 році та мала представляти Латвію на пісенному конкурсі Євробачення 2020, який мав відбудеться в Роттердамі, Нідерланди, з піснею «Still Breathing». Через те, що конкурс було скасовано, її було внутрішньо обрано представляти свою країну у 2021 році з новою піснею «The Moon Is Rising». Вона також двічі брала участь у литовському попередньому відборі (у 2013 та 2017 роках) і в литовській версії The Voice. 

## Біографія

### Рання кар'єра
У 2010 році Тіна виграла латвійське музичне шоу O!Kartes akadēmija, вигравши шанс відвідати Технічну музичну школу в Лондоні, Англія. У 2011 році вона брала участь у молдовському співочому конкурсі «Золоті голоси» та виграла Кубок Молдови.
У 2012 році брала участь у «Слов'янському базарі у Вітебську» разом із 20 іншими учасницями. У перший день вона виконала «Auga, auga Rūžeņa», латвійську народну пісню, і отримала 93 бали. На другий день вона виконала пісню "Где то далеко", і отримала 104 бали. Зрештою вона посіла друге місце зі 197 очками, поступившись лише Бобі Мойсоскі з Північної Македонії.

### 2012-2014.
1 грудня 2011 року Тіну було оголошено однією з співачок на Eirodziesma 2012, виконавши пісню «I Want You Back» разом з Давідом Каландією. Вони двоє пройшли з півфіналу 7 січня 2012 року до фіналу.
У другому півфіналі, який відбувся 18 лютого 2012 року, Тіна виконала пісню «Для батька». Однак до фіналу вона не потрапила і посіла 7 місце. Фінал відбувся 18 лютого 2012 року у Вентспілсі. У фіналі Тіна та Каландія виступили другими. Вони посіли друге місце у фіналі, пройшовши до суперфіналу, знову посівши друге місце лише після переможниці Анмарі та її пісні «Beautiful Song».
15 січня 2013 року стало відомо, що Тіна братиме участь у Dziesma, новій назві латвійського національного фіналу, виконуючи пісню «I Need a Hero». Тіна посіла перше місце в першому півфіналі, який відбувся 8 лютого 2013 року, і пройшла до фіналу 16 лютого 2013 року. Тіна вважалася головним фаворитом на перемогу в конкурсі.
У фіналі Тіна посіла друге місце, пройшовши до суперфіналу, як і минулого року. У фіналі вона посіла друге місце, поступившись гурту PeR та їх пісні «Here We Go». Тіна посіла друге місце в суперфіналі, знову поступившись PeR. Того року вона також брала участь у національному литовському відборі на Євробачення в дуеті з Вудісом із піснею «Hey Chiki – Mama». Дует фінішував 4-м у першому заїзді та вибув.
Тіна взяла участь у першому півфіналі Dziesma 2014 з піснею «Stay» 1 лютого 2014 року в Ризі. Вона вийшла у фінал у потрійній нічиї за друге місце. У фіналі, який відбувся 22 лютого 2014 року, Тіна виступила п'ятою. Вона посіла третє місце і у складі трійки лідерів пройшла до суперфіналу. У суперфіналі Тіна знову посіла третє місце, поступившись Донсу та його пісні «Pēdējā vēstule» та переможцям Аарземніекі та їхній пісні «Cake to Bake».

### 2014–2015.
Тіна брала участь у третьому сезоні Lietuvos balsas, литовської версії The Voice. Оскільки вона не литовка, то спілкувалася із суддями російською. Для свого прослуховування Саманта виконала пісню «I Wanna Dance With Somebody (Who Loves Me)». Для свого бою Саманта виконала пісню «I'm Every Woman» проти Моніки та Крістіни, Саманта виграла бій. Тіна закінчила змагання у вісімці найкращих, лише не потрапивши до фіналу чотирьох, не поступившись Агне Юшкенайте.

### 2015–2019.
31 січня 2016 року Тіну було оголошено однією з учасниць Supernova 2016 із двома піснями «We Live for Love» і «The Love Is Forever». «Ми живемо для любові» брали участь у першому заїзді 7 лютого і не пройшли до півфіналу. "The Love Is Forever" брав участь у другому турі 14 лютого, де пройшов до півфіналу після того, як його врятувало журі. Після виступу у півфіналі вона вирішила знятися зі змагань.
У 2016 році було підтверджено, що вона братиме участь у національному відборі Литви на пісенний конкурс Євробачення 2017. Вона виконала пісню «Tavo oda» в дуеті з литовським співаком Тадасом Римгайлою. Виконавець вибув у першому заїзді змагань.
Тіна також брала участь у Supernova 2019 із піснею «Cutting The Wire», посівши 7 місце.

### 2020–2021.
Наприкінці 2019 року Тіна подала пісню «Still Breathing» на конкурс «Supernova», латвійського попереднього відбору на пісенний конкурс «Євробачення». У січні 2020 року було оголошено, що вона та ще 25 виконавців увійшли до короткого списку зі 126 заявок, отриманих латвійським мовником LTV. Вона пережила другий відбірковий раунд і пройшла до фіналу 8 лютого 2020 року. Вона виграла конкурс і мала представляти Латвію на пісенному конкурсі Євробачення 2020, який проходив у Роттердамі, Нідерланди, у травні 2020 року, але потім COVID- 19 Пандемія змусила конкурс скасувати. Пізніше латвійська телекомпанія LTV підтвердила, що Тіна знову представлятиме Латвію на пісенному конкурсі Євробачення 2021. Вона виконала пісню The Moon Is Rising, але не потрапила до великого фіналу. Пізніше стало відомо, що вона посіла 17 (останнє) місце у другому півфіналі, отримавши 14 балів, фінішувавши останньою в загальному заліку конкурсу.

## Особисте життя
Саманта Тіна стверджує, що має російське (її батько етнічний росіянин), німецьке, білоруське та турецьке походження. Хоча її родина починалася як російськомовна, вона та її сестра Синтія спілкувалися з батьками латиською. Зустрічалася з латвійським співаком Давидом Каландією.

## Пісні
- «I Want You Back» (2012)
- «I Need a Hero» (2013)
- «Stay» (2014)
- «We Live for Love» (2016)
- «The Love Is Forever» (2016)
- «The Moon is Rising» (2021)
- «Still Breathing» (2020)